# Camboulan
Camboulan est un hameau et une ancienne commune de l'Aveyron.

## Histoire
En 1830, la commune de Camboulan est rattachée à Montsalès, en même temps qu'Ambeyrac. Lorsqu'en 1884, Ambeyrac est rétabli, Camboulan est détaché de Montsalès pour être rattaché à Ambeyrac.